# Naturschutzgebiet Ruhrtal mit Wennemündung
Koordinaten: 51° 21′ 4″ N, 8° 11′ 8″ O

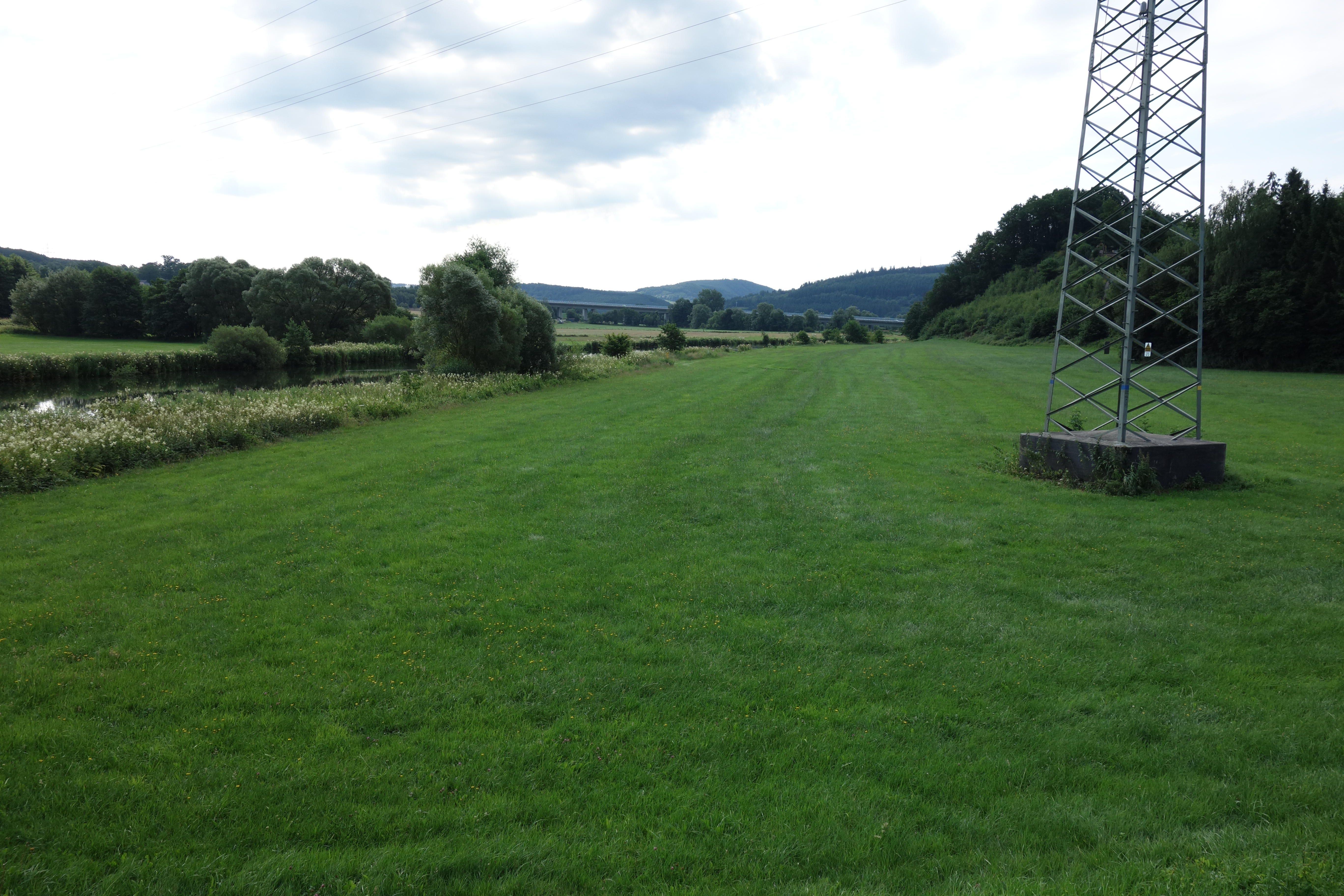
Naturschutzgebiet Ruhrtal mit Wennemündung

Das Naturschutzgebiet Ruhrtal mit Wennemündung mit einer Größe von 180,16 Hektar liegt west- und südlich Wennemen im Stadtgebiet von Meschede. Es wurde 2020 vom Kreistag des Hochsauerlandkreises mit dem Landschaftsplan Meschede als Naturschutzgebiet (NSG) ausgewiesen. Von 1994 bis 2020 gehörte die heutige NSG-Fläche zum Landschaftsschutzgebiet Ruhrtal und Wennetal bei Wennemen, zum Naturschutzgebiet Kehling / Stuckerlen und zum Geschützten Landschaftsbestandteil Aeppel. Die Bundesautobahn 46 teilt das NSG. Seit 2004 gehören Teile des heutigen NSG zu den FFH-Gebieten Ruhr (DE 4614-303) und Wenne (DE 4715-301).

## Gebietsbeschreibung
Das NSG umfasst das Ruhrtal von der Kelbkemündung bis zum nördlichen Ortsrand von Olpe unter Einbeziehung des Wennetals von Berge bis zu seiner Mündung. Beide Flüsse verlassen in diesem Bereich den Härtlingszug, der zur Ausbildung der „Ruhrmäander bei Laer“ geführt hat (s. Naturschutzgebiet Ruhrmäander bei Laer). In den weicheren Ton- und Schluffsteinen der anschließenden oberkarbonischen „Arnsberger Schichten“ konnten beide Flüsse nacheiszeitlich weite Ausraumtäler schaffen. Bis zur letzten Kaltzeit floss die Wenne westlich des Ruhrprallhangs Aeppel und mündete erst danach in die Ruhr. Das Grünland im NSG wird aktuell relativ intensiv genutzt. Größere Flächen werden auch zum Ackerbau genutzt. Die Wenne im NSG ist durchweg ein unverbautes, naturnahes Fließgewässer mit entsprechenden Strukturelementen wie Uferabbrüchen, Kiesbänken, Uferstauden, Unterwasservegetation und bachbegleitenden Gehölzstreifen. Während die Ruhr, in Bereichen wo beidseitig landwirtschaftliche Nutzung angrenzt, in ihren Lauf durch Begradigungen verkürzt ist und teilweise Uferbefestigungen aufweist.
Im nördlichen Teil des NSG wurde mit dem „Aeppel“ ein bewaldeter Härtlingsrücken in die Abgrenzung einbezogen. Der Härtlingsrücken „Aeppel“ bildet hier einen geomorphologisch markanten, überwiegend mit Eiche bewachsenen Ruhrprallhang, der sich im Süden bis zur Kesselbachmündung erstreckt. Eine ähnliche Situation findet sich an der Wenne auf Höhe des östlich gelegenen „Henfeld“ und noch einmal im Ruhrverlauf am „Kehling“, wo die Gewässer ebenfalls von harten Felswänden abrupt im Verlauf abgelenkt werden und auf diese Weise ein besonderer Reichtum an natürlichen Kleinstrukturen entsteht. Im Bereich „Krachserlen“ wurde ein vermutlicher ehemaliger Ruhr-Altarm im Zuge von Kompensationsmaßnahmen für die A 46 zu einem Grünlandbrachen-StillgewässerBiotopkomplex gestaltet. Am „Kehling“ wurde zudem ein aufgelassener Steinbruch einbezogen, der den unterkarbonischen „Hellefelder Kalk“ und im „Hangenden“ die Kieselschiefer des oben erwähnten  Härtlingszuges erschließt. Flussabwärts entwickeln sich auwaldartige Gehölzbestände; auch hier sowie vor der Querung der ehemaligen Bahnstrecke Altenhundem–Wenholthausen, heute ein Radweg und Teil des SauerlandRadrings, sind noch bewachsene Steilufer ausgebildet.
Der Landschaftsplan führt zur Bedeutung für den Arten- und Biotopschutz auf: „Insgesamt bietet das Gebiet damit vielfältige Biotopstrukturen, die ihm – trotz der Lage mitten im Siedlungsband der Ruhr – eine erhebliche Bedeutung für den Arten- und Biotopschutz verschaffen.“

## Schutzzweck
Zum Schutzzweck des NSG führt der Landschaftsplan auf: „Schutz der landschaftlichen Eigenart der „Wennemer Ruhrtalweite“ als größter Talniederung im Plangebiet (und weit darüber hinaus) vor einem weiteren Vorrücken der Siedlungstätigkeit im Ruhrtal; Erhaltung der Kleinstrukturen, denen in Verbindung mit der grünlandgeprägten Auenlandschaft Bedeutung für den Arten- und Biotopschutz zukommt; Optimierung des Ruhrlaufs und der Aue durch Förderung von Renaturierung und Nutzungsextensivierung; rechtliche Umsetzung der FFH-Gebietsmeldungen DE 4614-303 „Ruhr“ und DE 4715-301 „Wenne“.“

## Entwicklungsmaßnahmen
Als Entwicklungsmaßnahmen sieht der Landschaftsplan drei Maßnahmen vor. Die Ackerflächen im Gebiet sind in Grünland umzuwandeln und extensiv zu bewirtschaften. Der Steinbruch am Kehling ist durch sporadisches Freischneiden in Abstimmung mit dem Geologischen Dienst NRW als geologischer Aufschluss offenzuhalten. Die in das NSG einbezogenen Fließgewässer, insbesondere die Ruhr, sind – möglichst unter Aufwertung auch der benachbarten Auenbereiche – in ihren nicht naturnahen Abschnitten zu renaturieren.

## Kanufahren
Kanufahren auf der Wenne ist bei einem Mindestpegelstand von mindestens 65 cm am Pegel Wenholthausen erlaubt, wenn der Ausstieg vor ihrer Einmündung in die Ruhr erfolgt.